# Rågö, Västerviks kommun
Rågö är en ö i Loftahammars socken i Västerviks kommun i Kalmar län. I dag finns på ön den ursprungliga gården med byggnader från 1800-talet och arrendebostaden som uppfördes under sent 1800-tal samt en båtverkstad och ett mindre torp.

## Historik
För att vara en skärgårdsö har ön kartlagts ovanligt många gånger, redan 1646 finns första kartan, sedan finns en för 1692 av Alfred Fridell och sedan storskiftet från 1790. Detta gör att utvecklingen av ön kronologisk kan ses; länge hade ön endast ett hemman och bar inte mer än ett halvt mantal, det vill säga skatt var mycket svårt att ta ut. Historiskt har även ön legat under Vinö säteri.

## Rågö idag
På Rågö drivs idag en restaurang under sommaren samt uthyrning av stugor. Här finns även ett skärgårdsmuseum och här håller Tjust Allmogebåtar till med en verkstad. Ön utgör en del av Rågö naturreservat.